# Turbopausa
La turbopausa marca l'altitud entre l'espai exterior i l'atmosfera terrestre sota la qual la turbulència domina. La regió sota la turbopausa és coneguda com l'homosfera, en la qual els constituents químics estan ben barrejats i mostren distribucions d'altura idèntiques; en altres paraules, la composició química de l'atmosfera queda constant en aquesta regió per espècies químiques que tenen llargs períodes de residència.
La turbopausa limita amb la mesopausa en la intersecció de la mesosfera i la termosfera, en una altitud estimada de 100 km.